# 大東路 (高雄市)
大東路（Dadong Rd.）為高雄市鳳山區的南北向道路，北起於光遠路口，南止於長樂街口、八仙公園前。本道路共分成兩個部份，中山路為分段點。

## 行經行政區域
- 鳳山區

## 分段
大東路共分為兩個部份：
- 大東一路：北起於光遠路口，南於中山路口接大東二路。
- 大東二路：北於中山路口接大東一路，南止於長樂街口。

## 沿線設施
（由北至南）
- 大東一路：
  - 上海商業儲蓄銀行鳳山分行
  - 大東文化藝術中心
  - 高雄市鳳山區大東國小
  - 有限責任高雄市安祥照顧服務勞動合作社
  - 中華郵政高雄大東郵局
  - 合作金庫商業銀行興鳳分行
- 大東二路：
  - 7-ELEVEN鳳東門市
  - 鳳山南門公園
  - 曹公圳公園
  - 全家便利商店鳳山東德店
  - 高雄市立鳳西國小
  - 八仙公園

## 公共自行車
- 高雄市公共自行車租賃系統：
  - 捷運大東站(2號出口)：大東一路/光遠路口南側
  - 曹公圳公園：中山路53巷6弄/大東二路東南側

## 相關連結
- 高雄市主要道路列表